# 安特·特魯姆比奇
安特‧特魯姆比奇（1864年5月17日—1938年11月17日），20世纪初期克罗埃西亚政治家。 

## 生平
特魯姆比奇出生於奥匈帝国达尔马提亚的史普利特。
特魯姆比奇在萨格勒布、维也纳學習法律。1890年，在格拉茨取得博士学位。特魯姆比奇原先從事律事行業，而後在1905年成为史普利特市長。特魯姆比奇受益於奧匈帝國在斯拉夫省份的改革，包括克罗埃西亚-斯拉沃尼亚自治王國與達爾瑪提亞的合併。
塞拉耶佛事件後，奧匈帝國入侵塞爾維亞。在第一次大戰期間，特魯姆比奇成为南斯拉夫民族主义的重要领导者，領導南斯拉夫委员会游说協約國支持建立独立的南斯拉夫。 特魯姆比奇與塞尔维亚王國首相尼古拉‧帕希奇協商塞爾維亞王國支持建立一個南斯拉夫國家。1917年7月20日的《科孚宣言》，主张建立由卡拉乔傑維奇王朝領導的、統一的斯洛維尼亞人、克羅埃西亞人和塞爾維亞人國家。
1918年，特魯姆比奇成为斯洛維尼亞人、克羅埃西亞人和塞爾維亞人王国第一届政府的外交大臣。在战后的凡尔赛会议上，特魯姆比奇代表南斯拉夫面对意大利對達爾瑪提亞的领土野心时表达擔憂。(1920年暂时達成協議，但墨索里尼再度提出) 
尽管支持南斯拉夫的统一，但特魯姆比奇反对1921年維多夫丹憲法。特魯姆比奇认为宪法过于中央集权，默許塞尔维亚人统治南斯拉夫。
在反對黨對国民議会廣泛杯葛中，特魯姆比奇是投票反对宪法35名代表之一。随着时间的推移，特魯姆比奇逐渐对他認為由塞尔维亚人主導的南斯拉夫政府感到失望。 1927年选举中，他最后一次当选克罗地亚代表，同时当选的还有代表札格瑞布的安特·帕維里奇。
1929年，希冀能終結王國內塞尔维亚代表與克罗埃西亚代表無止盡的争吵，亞歷山大一世自建國來首次嘗試消除克羅埃西亞人與塞爾維亞人的身分認同，建立南斯拉夫人的國族認同。亞歷山大一世查禁政黨，將王國改名為南斯拉夫王國，废除宪法，建立王室独裁统治。此時，特魯姆比奇已在札格拉布退休。亚历山大一世站在特魯姆比奇先前尋求的所有改革的對立面，將克羅埃西亞─斯拉沃尼亞與達爾瑪提亞重新進行省區劃分。1932年9月接受《曼彻斯特卫报》采访时，特魯姆比奇表示考慮克罗埃西亚是否应该脱离南斯拉夫王国，与奥地利合併。 1932年11月，特魯姆比奇主筆《萨格勒布宣言》，提出農民黨與民主黨人對塞尔维亚霸权的一系列要求。
1933年4月，随着克罗埃西亚农民党领导人弗拉德科·馬切克被捕，特魯姆比奇和Josip Predavec成为该党的临时领导人。 随着7月14日Josip Predavec被暗杀，在馬切克缺席的情况下，特魯姆比奇基本上成為農民党的领袖。
稍後，特魯姆比奇表示对奧匈帝國的解體感到遗憾，因为他所帮助建立的南斯拉夫國家被证明无法实现他打算进行的改革。

## 外部連結
- FirstWorldWar.com biography of Ante Trumbić （页面存档备份，存于）
- Leadership in Austria-Hungary during WWI